# 강남대학교
강남대학교(江南大學校, Kangnam University)는 대한민국 경기도 용인시에 위치한 사립 대학이다.
1946년 설립된 중앙신학원이 모태이다. 대한민국의 대학중 초기에 사회복지학과가 설치된 만큼 관련 특성화에 노력하고 있다. 발전기에 학사 학력 인정 교육기관에 불과하였지만, 1992년 정규 대학으로 인정된 후 규모가 성장하여 5개 단과대학, 29개 학부 전공, 일반대학원과 3개의 특수대학원으로 구성된다.

## 역사
강남대학교는 1946년 설립된 중앙신학원을 모태로 둔 학교로, 대한민국의 대학 중 역사가 상당한 대학에 속한다. 강남대학교 설립 당시는 일제강점기 해방 직후로, 학교 설립과 개교에 있어 열악한 상황이었다. 최초의 대한민국의 종합대학인 고려대학교, 서울대학교, 연세대학교, 이화여자대학교 등이 개교했으며, 강원권에서 강릉사범학교(현 강릉원주대학교), 영남권에서 국민대학관(현 경남대학교)과 부산대학(현 부산대학교)이 설립되었으며, 호남권에서 광주야간대학원(현 조선대학교) 등이 같은 해에 설립되었다.
1946년 8월 1일에 서울 YMCA 본부에 설립한 중앙신학원이 설립되었다. 당시 초대 이사장은 금연(錦淵) 정일형이었다. 이후 1953년에 사회사업학과를 신설하고, 1974년 서울특별시 강남구로 이전했다. 즉, 학교 설립 당초부터 강남에 있었던 것은 아니다. 이후 1976년에 4년제 학력 인정 학교인 강남사회복지학교로 교명을 변경한다. 4년 후인 1980년, 대학으로 승격을 위해 경기도 용인시로 교사를 다시 옮긴다. 1975년 4년제 대학 동등 학력 인정 대학으로 지정된 이후, 종합대학 개념이 법적으로 폐지된 1992년, 정식으로 일반대학으로 개편되었다.
1953년 사회사업학과, 1981년 부동산학과, 1991년 노인복지학과, 2017년 데이터사이언스학과를 대한민국 최초로 각각 신설하였다. 2005년 세계 최초로 카자흐스탄학전공을 신설한 바 있다.
한편, 2015년 실시된 대학구조개혁평가에서 D- 등급을 받은 바 있으나, 2017년 실시된 2차년도 평가에서 제한 사항이 해제되었다.

### 창학 이념
강남대학교는 '하늘을 공경하고 사람을 사랑한다'는 뜻을 가진 경천애인(敬天愛人)을 교훈으로 하고 있으며, 이를 실천하는 사람들을 교육하기 위한 교육의 터전을 만들기 위해 노력하고 있다. 이를 통해 진리를 탐구하고 인격을 연마하며 민족과 인류의 번영을 위하여 봉사하는 멋진 인재를 양성하는 것을 교육목표로 삼고 있다.

## 교육편제

### 학부
강남대학교의 학부 졸업 소요학점 140 학점이다. 열린교육 체제의 구현을 위하여 국내·외 대학간 학점교류, 학점 은행제 및 시간제 학생 등록제를 실시하고 평생교육원을 활성화하고 있다. 국내·외 대학간 학점교류제 실시하고 있고,  사회봉사학점제와 강남인증제 등을 실시하고 있다.
2017년 기준, 강남대학교는 복지융합대학, 경영관리대학, 글로벌인재대학, ICT건설복지융합대학, 사범대학 등 5개의 단과대학을 운영하고 있다.

### 대학원
강남대학교는 일반대학원 1개원, 교육대학원, 융합복합대학원, 국제대학원 등 특수대학원 3개원을 운영중이다. 본래 전문대학원으로 사회복지전문대학원을 운영하였으나, 2017년 폐교되었다.

## 교육 방침상의 특징

### 국제 교류

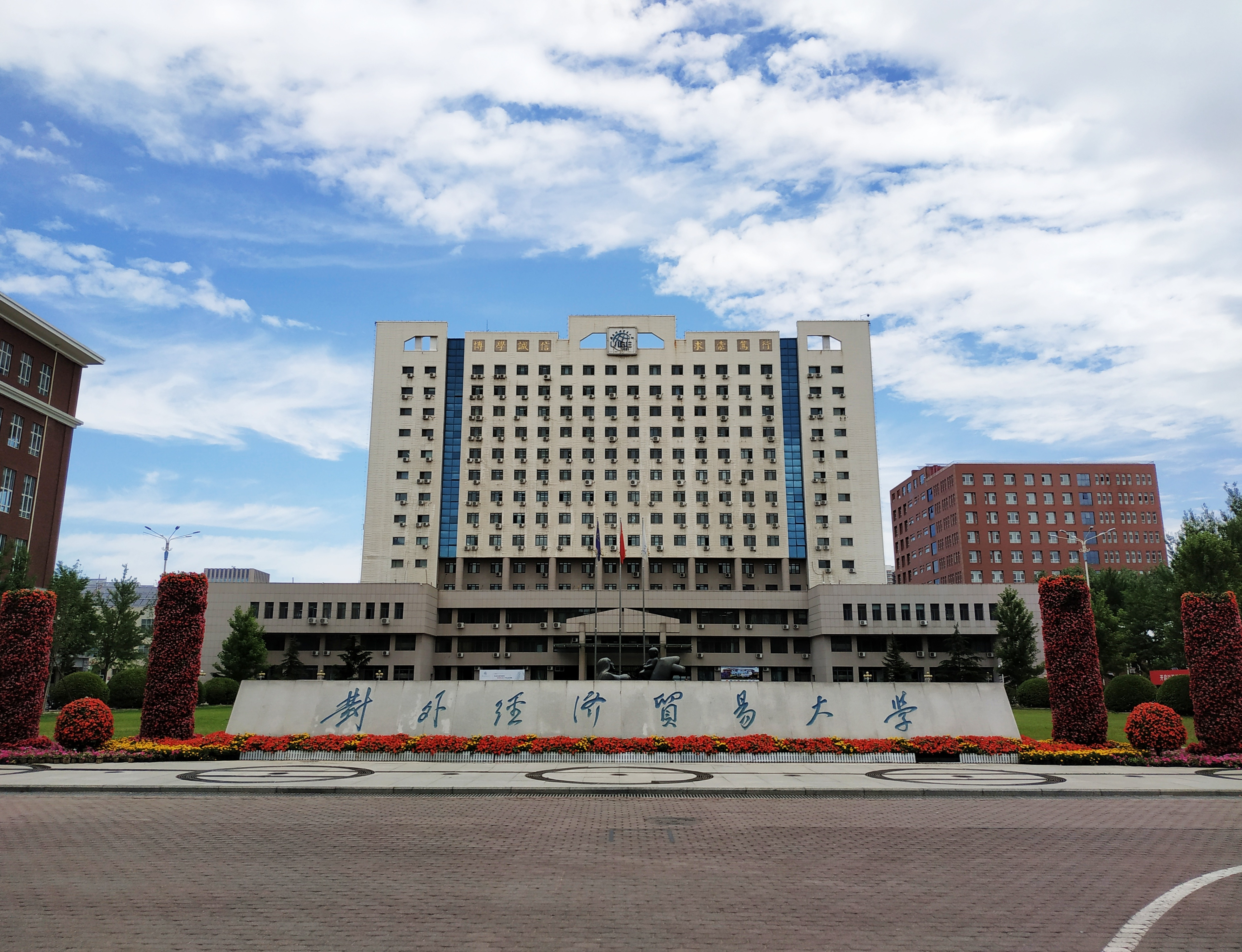
강남대학교와 협정을 맺고 교류하고 있는 대외경제무역대학

강남대학교 교무팀은 국제 교류 협력을 체결한 대학에 한하여 교환학생, 복수학위, 어학연수 제도 등을 운영하고 있다. 교환학생은 희망하는 학생에게 일정 수준 이상의 평점과 어학능력을 요구하며, 입학 허가는 파견 대학 총장 등이 결정한다.
주 전공이 협정 대학 내 개설되어 있다면 국외복수학위 프로그램을 신청할 수 있다. 이 경우 최소 4학기 이상 협정 대학에 파견되어 수료하여야 학위 수여가 가능하다. 강남대학교가 국외복수학위 프로그램 목적으로 파견 중인 대학은 캐나다 킹스 유니버시티 칼리지, 중화인민공화국 대외경제무역대학, 카자흐스탄 크즐오르다 국립대학교와 카작 경제 대학교 등이 있다.
한편, 중화인민공화국, 미국, 카자흐스탄 등에 어학연수 제도를 운영하고 협정 대학에 파견을 실시하고 있다.

### 국내 교류
강남대학교는 대한민국내 대학과의 협정에 따라 2024년 현재 30개 대학에서 이수한 일정량의 학점을 정상 이수 학점으로 인정하고 있다. 교환 대학으로 경희대학교, 명지대학교, 용인대학교, 한국외국어대학교 등이 있다.

### Welfare-Tech 이수제
강남대학교는 사회복지학 등 졸업생에게 Welfare-Tech 이수제(복지기술 이수제)를 실시하고 있다. 사회복지학과 학생들은 졸업 이후 제4차 산업혁명과 관련된 VR과 코딩을 배워 취업이나 창업에 강점을 가질 수 있도록 관련 학문을 이수하게 하는 제도이다. 복지기술의 정의는 고령화 및 저출산 등의 사회적 변화로 급증하는 복지 수요를 충족시키기 위해 일상생활의 영역에 ICT기술을 접목시켜 생활의 편의를 돕는 복지서비스 라고 할 수 있다.
강남대학교는 대한민국 최초로 사회복지학과를 편제한 교육기관 중 하나로, 현재 복지기술 이수제와 관련된 "Wel-tech(복지기술) 사업단"을 출범시킨 바 있다. 복지기술이라는 분야는 서구권 국가에서 선도하고 있는 분야이지만, 대한민국내에서 본격적인 도입 목소리만 있을 뿐, 걸음마 단계로, 강남대학교가 선도하고있다. 2018년 10월에는 강남대학교 웰-테크(Wel-Tech) 사업단과 노르딕센터, 덴마크 대사관의 공동주관으로 'Nordic-Korean Welfare Technology' 국제 세미나를 개최한 바 있다.

## 위상

### 대외 평가
강남대학교는 대한민국 최초의 사회복지학 편제 대학으로 위상이 높다. 학문 특성화와 관련 사업단 출범 등, 사회복지 분야에서 활발한 연구 활동을 보여 주고 있다. 특히, 복지와 기술의 융합 학문은 현재 대한민국 대학 중 몇 없는 선도 대학으로 평가 받고 있다.

### 국책 사업
다음은 강남대학교가 수행한 각종 국책 사업 일람이다.
- 2008년 과학기술부, 수도권 대학 특성화 사업 연차 평가 5년 연속 수도권대학특성화사업 선정
- 2009년 과학기술부, 입학사정관제 신규 지원대학 선정
- 2009년 과학기술부, 교육역량강화사업 지원대학 선정
- 2009년 과학기술부, 제 2차 평생학습중심대학 선정
- 2010년 과학기술부, 교육역량강화사업 지원대학 선정
- 2010년 과학기술부, 입학사정관제 지원대학 선정
- 2011년 과학기술부, 교육역량강화사업 3년 연속지원대학 선정.
- 2011년 과학기술부, 입학사정관제 3년 연속 지원대학 선정.
- 2012년 경기도, 경기청년뉴딜대학사업선정 (7년 연속)
- 2013년 교육부, 대학중심의 평생 학습활성화 지원사업 지원 대학 선정
- 2014년 고교교육정상화 지원사업 지원대학 선정
- 2015년 특수교육원, 장애대학생 교육복지 최우수 대학 선정
- 2016년 교육부, 한국연구재단 수도권 대학 특성화 사업 [CK-ll (university for creative korea] Wel-tech 사업단 선정. 약 30억 지원.
- 2018년 교육부, 고교교육 기여대학 지원사업 선정. 7억 6300만원 지원
- 2018년 교육부, 청해진 대학 사업 선정 리눅스와 자바 프로그램 개발자 과정을 진행, 해외취업 연계 프로그램. 2억 지원
- 2018년 교육부, 멕시코-쿠바 한인후손 초청 직업연수 위탁사업 선정
- 2018년 교육부, 해외 단기 교육봉사 프로그램 운영 사업 선정
- 2018년 교육부, 해외취업연수사업 선정
- 2018년 고교교육정상화 지원사업 지원대학 선정

## 캠퍼스 풍경
강남대학교는 경기도 소재 사립 대학으로, 구갈동과 상하동에 걸쳐 위치하며, 교지는 약 198,178m²에 이른다. 1980년, 강남사회복지학교부터 조성된 캠퍼스가 현재까지 이어지고 있다. 캠퍼스 내부, 약 18동의 건축물이 위치한다.
캠퍼스 서측, 강남로를 통해 접근이 가능하며, 캠퍼스 동부와 연결된 강남동로를 통해 부속학교인 용인강남학교 방면으로 접근할 수 있다. 캠퍼스 남부로 강남공원과 접하며, 정문과 이어지는 강남로를 통해 강남대역과 인접한다.

### 부속 학교
2011년 3월 2일 개교한 용인강남학교는 강남대학교 부속 특수학교다. 강남대학교 캠퍼스 내부에 위치하고 있다.

## 주해
1. ↑  캠퍼스 서부가 갈현동에, 동부 일부가 상하동에 위치한다.

## 같이 보기
- 대한민국의 교육